# Dánia az 1972. évi nyári olimpiai játékokon
Dánia az NSZK-beli Münchenben megrendezett 1972. évi nyári olimpiai játékok egyik részt vevő nemzete volt. Az országot az olimpián 17 sportágban 126 sportoló képviselte, akik összesen 1 érmet szereztek.

## Érmesek
| Érem  | Versenyző      | Sportág      | Versenyszám           |
| ----- | -------------- | ------------ | --------------------- |
| Arany | Niels Fredborg | Kerékpározás | Férfi egyéni időfutam |

## Atlétika
Férfi
| Versenyző        | Versenyszám     | Előfutam | Előfutam | Előfutam | Elődöntő | Elődöntő | Elődöntő | Döntő   | Döntő    |
| Versenyző        | Versenyszám     | Idő      | Hely.    | Össz.    | Idő      | Hely.    | Össz.    | Idő     | Helyezés |
| ---------------- | --------------- | -------- | -------- | -------- | -------- | -------- | -------- | ------- | -------- |
| Tom Hansen       | 1500 m          | 3:41,08  | 2.       | 11.      | 3:41,6   | 3.       | 10.**    | 3:46,6  | 10.      |
| Gerd Larsen      | 1500 m          | 3:44,7   | 4.       | 40.      | 3:59,4   | 10.      | 30.      | kiesett | kiesett  |
| Gert Kærlin      | 5000 m          | 14:39,2  | 10.      | 55.      |          |          |          | kiesett | kiesett  |
| Jørn Lauenborg   | 5000 m          | 14:18,8  | 11.      | 47.      |          |          |          | kiesett | kiesett  |
| Jesper Tørring   | 110 m gát       | 14,50    | 5.       | 27.      | kiesett  | kiesett  | kiesett  | kiesett | kiesett  |
| Wigmar Pedersen  | 3000 m akadály  | 9:03,0   | 12.      | 45.      |          |          |          | kiesett | kiesett  |
| Jørgen Jensen    | Maraton         |          |          |          |          |          |          | 2:24:00 | 30.      |
| Ole David Jensen | 50 km gyaloglás |          |          |          |          |          |          | 4:57:13 | 29.      |

| Versenyző      | Versenyszám   | Selejtező                | Selejtező                | Döntő    | Döntő    |
| Versenyző      | Versenyszám   | Eredmény                 | Helyezés                 | Eredmény | Helyezés |
| -------------- | ------------- | ------------------------ | ------------------------ | -------- | -------- |
| Jesper Tørring | Távolugrás    | érvényes kísérlet nélkül | érvényes kísérlet nélkül | kiesett  | kiesett  |
| Kaj Andersen   | Diszkoszvetés | 53,52 m                  | 25.                      | kiesett  | kiesett  |

| Versenyző          | Versenyszám | 100 m | 100 m | Távolugrás | Távolugrás | Súlylökés | Súlylökés | Magasugrás | Magasugrás | 400 m | 400 m | 110 m gát | 110 m gát | Diszkoszvetés | Diszkoszvetés | Rúdugrás | Rúdugrás | Gerelyhajítás | Gerelyhajítás | 1500 m | 1500 m | Végeredmény | Végeredmény |
| Versenyző          | Versenyszám | Idő   | Pont  | Eredmény   | Pont       | Eredmény  | Pont      | Eredmény   | Pont       | Idő   | Pont  | Idő       | Pont      | Eredmény      | Pont          | Eredmény | Pont     | Eredmény      | Pont          | Idő    | Pont   | Pont        | Helyezés    |
| ------------------ | ----------- | ----- | ----- | ---------- | ---------- | --------- | --------- | ---------- | ---------- | ----- | ----- | --------- | --------- | ------------- | ------------- | -------- | -------- | ------------- | ------------- | ------ | ------ | ----------- | ----------- |
| Steen Smidt-Jensen | Tízpróba    | 11,07 | 787   | 695 cm     | 810        | 13,35 m   | 687       | 201 cm     | 865        | 50,13 | 801   | 14,65     | 887       | 44,80 m       | 778           | 480 cm   | 1005     | 55,24 m       | 701           | 4:24,7 | 626    | 7947        | 7.          |

Női
| Versenyző            | Versenyszám | Előfutam | Előfutam | Előfutam | Elődöntő | Elődöntő | Elődöntő | Döntő   | Döntő    |
| Versenyző            | Versenyszám | Idő      | Hely.    | Össz.    | Idő      | Hely.    | Össz.    | Idő     | Helyezés |
| -------------------- | ----------- | -------- | -------- | -------- | -------- | -------- | -------- | ------- | -------- |
| Annelise Damm Olesen | 800 m       | 2:01,77  | 2.       | 7.       | 2:04,19  | 6.       | 13.      | kiesett | kiesett  |

| Versenyző         | Versenyszám | Selejtező | Selejtező | Döntő    | Döntő    |
| Versenyző         | Versenyszám | Eredmény  | Helyezés  | Eredmény | Helyezés |
| ----------------- | ----------- | --------- | --------- | -------- | -------- |
| Grith Ejstrup     | Magasugrás  | 176 cm    | 1.***     | 182 cm   | 12.*     |
| Solveig Langkilde | Magasugrás  | 176 cm    | 16.       | 176 cm   | 21.      |

* - egy másik versenyzővel azonos időt/eredményt ért el

** - három másik versenyzővel azonos időt ért el

*** - négy másik versenyzővel azonos eredményt ért el

## Birkózás
Kötöttfogású
| Versenyző        | Versenyszám | 1. forduló                      | 2. forduló                            | 3. forduló        | 4. forduló                           | 5. forduló        | 6. forduló        | 7. forduló        | Döntő             | Helyezés    |
| Versenyző        | Versenyszám | Ellenfél Eredmény               | Ellenfél Eredmény                     | Ellenfél Eredmény | Ellenfél Eredmény                    | Ellenfél Eredmény | Ellenfél Eredmény | Ellenfél Eredmény | Ellenfél Eredmény | Helyezés    |
| ---------------- | ----------- | ------------------------------- | ------------------------------------- | ----------------- | ------------------------------------ | ----------------- | ----------------- | ----------------- | ----------------- | ----------- |
| Jørn Krogsgaard  | 57 kg       | Risto Björlin (FIN) · kétvállas | Harald Hervig (NOR) · kétvállas       | kiesett           | kiesett                              | kiesett           | kiesett           | kiesett           | kiesett           | helyezetlen |
| Tage Juhl Weirum | 68 kg       | Djan-Aka Djan (AFG) · 1-3       | Manfred Schöndorfer (FRG) · kétvállas | erőnyerő          | Sztojan Aposztolov (BUL) · kétvállas | kiesett           | kiesett           |                   | kiesett           | helyezetlen |
| John Pedersen    | 82 kg       | Szató Szadao (JPN) · 3-1        | Kiril Dimitrov (BUL) · 3.5-0.5        | kiesett           | kiesett                              | kiesett           |                   |                   | kiesett           | helyezetlen |

## Evezés
| Versenyző                                                                | Versenyszám              | Előfutam | Előfutam | Vigaszág | Vigaszág | Elődöntő | Elődöntő | Döntő   | Döntő   | Döntő   | Helyezés    |
| Versenyző                                                                | Versenyszám              | Idő      | Hely.    | Idő      | Hely.    | Idő      | Hely.    | Típus   | Idő     | Hely.   | Helyezés    |
| ------------------------------------------------------------------------ | ------------------------ | -------- | -------- | -------- | -------- | -------- | -------- | ------- | ------- | ------- | ----------- |
| Kim Børgesen                                                             | Egypárevezős             | 7:58,94  | 4.       | 7:56,66  | 3.       | 8:27,93  | 4.       | B       | 8:09,04 | 5.      | 11.         |
| Niels Henry Secher Jørgen Engelbrecht                                    | Kétpárevezős             | 7:11,32  | 1.       | erőnyerő | erőnyerő | 7:31,23  | 1.       | A       | 7:14,19 | 4.      | 4.          |
| Willy Poulsen Peter Fich Christiansen Egon Pedersen Rolf Andersen        | Kormányos nélküli négyes | 6:47,60  | 2.       | 7:04,37  | 2.       | 7:16,01  | 2.       | A       | 6:37,28 | 6.      | 6.          |
| Mogens Holm Bjarne Pedersen Per Wind Jens Lindhardt Kim Wind (kormányos) | Kormányos négyes         | 7:08,22  | 5.       | 7:19,67  | 5.       | kiesett  | kiesett  | kiesett | kiesett | kiesett | helyezetlen |

## Íjászat
| Versenyző            | Versenyszám  | 1. forduló | 1. forduló | 2. forduló | 2. forduló | Összesítés | Összesítés |
| Versenyző            | Versenyszám  | Pont       | Hely.      | Pont       | Hely.      | Pont       | Helyezés   |
| -------------------- | ------------ | ---------- | ---------- | ---------- | ---------- | ---------- | ---------- |
| Herluf Andersen      | Férfi egyéni | 1178       | 23.        | 1216       | 10.        | 2394       | 13.        |
| Arne Jacobsen        | Férfi egyéni | 1188       | 20.        | 1235       | 6.         | 2423       | 8.         |
| Lilli Lentz          | Női egyéni   | 1109       | 28.        | 1109       | 30.        | 2218       | 29.        |
| Erna Rahbek Pedersen | Női egyéni   | 1111       | 27.        | 1133       | 21.        | 2244       | 26.        |

## Kajak-kenu

### Síkvízi
Férfi
| Versenyző                      | Versenyszám         | Előfutam | Előfutam | Előfutam | Vigaszág | Vigaszág | Vigaszág | Elődöntő | Elődöntő | Elődöntő | Döntő   | Döntő    |
| Versenyző                      | Versenyszám         | Idő      | Hely.    | Össz.    | Idő      | Hely.    | Össz.    | Idő      | Hely.    | Össz.    | Idő     | Helyezés |
| ------------------------------ | ------------------- | -------- | -------- | -------- | -------- | -------- | -------- | -------- | -------- | -------- | ------- | -------- |
| Erik Hansen                    | Kajak egyes 1000 m  | 4:07,72  | 4.       | 11.      | 3:53,86  | 1.       | 1.       | 3:51,12  | 1.       | 1.       | 3:52,15 | 7.       |
| Jens Sørensen Jørgen Andersen  | Kajak kettes 1000 m | 3:46,32  | 4.       | 8.       | 3:40,52  | 1.       | 2.       | 3:38,61  | 4.       | 13.      | kiesett | kiesett  |
| Lennart Mathiasen Søren Boysen | Kenu kettes 1000 m  | 4:39,50  | 8.       | 16.      | 4:06,30  | 5.       | 8.       | kiesett  | kiesett  | kiesett  | kiesett | kiesett  |

Női
| Versenyző  | Versenyszám       | Előfutam | Előfutam | Előfutam | Vigaszág | Vigaszág | Vigaszág | Elődöntő | Elődöntő | Elődöntő | Döntő   | Döntő    |
| Versenyző  | Versenyszám       | Idő      | Hely.    | Össz.    | Idő      | Hely.    | Össz.    | Idő      | Hely.    | Össz.    | Idő     | Helyezés |
| ---------- | ----------------- | -------- | -------- | -------- | -------- | -------- | -------- | -------- | -------- | -------- | ------- | -------- |
| Kate Olsen | Kajak egyes 500 m | 2:16,44  | 5.       | 10.      | 2:07,92  | 2.       | 2.       | 2:06,20  | 3.       | 5.       | 2:07,16 | 7.       |

## Kerékpározás

### Országúti kerékpározás
| Versenyző                                                      | Versenyszám     | Idő             | Helyezés      |
| -------------------------------------------------------------- | --------------- | --------------- | ------------- |
| Ove Jensen                                                     | Mezőnyverseny   | 4:15:13 (+0:36) | 28.           |
| Henning Jørgensen                                              | Mezőnyverseny   | 4:17:09 (+2:32) | 48.           |
| Jørgen Marcussen                                               | Mezőnyverseny   | 4:15:13 (+0:36) | 21.           |
| Eigil Sørensen                                                 | Mezőnyverseny   | nem ért célba   | nem ért célba |
| Jørgen Emil Hansen Junker Jørgensen Jørn Lund Jørgen Marcussen | Csapat időfutam | 2:15:25 (+4:08) | 11.           |

### Pálya-kerékpározás
Sprintverseny
| Versenyző      | Versenyszám  | 1. forduló                                             | 1. forduló | Vigaszág                        | Vigaszág | 2. forduló                                            | 2. forduló | Vigaszág                  | Vigaszág | Nyolcaddöntő                                         | Nyolcaddöntő | Vigaszág selejtező                                | Vigaszág selejtező | Vigaszág döntő            | Vigaszág döntő | Negyeddöntő                         | Elődöntő             | Döntő                | Helyezés    |
| Versenyző      | Versenyszám  | Ellenfelek Győztes idő                                 | Hely.      | Ellenfél Győztes idő            | Hely.    | Ellenfelek Győztes idő                                | Hely.      | Ellenfél Győztes idő      | Hely.    | Ellenfelek Győztes idő                               | Hely.        | Ellenfelek Győztes idő                            | Hely.              | Ellenfél Győztes idő      | Hely.          | Ellenfél Győztes idő                | Ellenfél Győztes idő | Ellenfél Győztes idő | Helyezés    |
| -------------- | ------------ | ------------------------------------------------------ | ---------- | ------------------------------- | -------- | ----------------------------------------------------- | ---------- | ------------------------- | -------- | ---------------------------------------------------- | ------------ | ------------------------------------------------- | ------------------ | ------------------------- | -------------- | ----------------------------------- | -------------------- | -------------------- | ----------- |
| Niels Fredborg | Férfi egyéni | Maurice Hugh-Sam (JAM) · Harry Kent (NZL) · 12,16      | 1.         |                                 |          | John Nicholson (AUS) · Honson Chin (JAM) · 11,92      | 2.         | Honson Chin (JAM) · 11,96 | 1.       | Daniel Morelon (FRA) · Peter van Doorn (NED) · 11,51 | 2.           | Ivan Kučírek (TCH) · Gérard Quintyn (FRA) · 11,91 | 1.                 | Karl Köther (FRG) · 11,59 | 1.             | John Nicholson (AUS) · 11,68, 11,59 | kiesett              | kiesett              | 5.          |
| Peder Pedersen | Férfi egyéni | Karl Köther (FRG) · Gholam Hossein Koohi (IRI) · 11,30 | 2.         | Geoffery Burnside (BAH) · 11,34 | 1.       | Dieter Berkmann (FRG) · Peter van Doorn (NED) · 11,69 | 1.         |                           |          | John Nicholson (AUS) · Ivan Kučírek (TCH) · 11,67    | 3.           | Vladimír Vačkář (TCH) · Andrzej Bek (POL) · 11,46 | 2.                 | kiesett                   | kiesett        | kiesett                             | kiesett              | kiesett              | helyezetlen |

Időfutam
| Versenyző      | Versenyszám  | Idő     | Helyezés |
| -------------- | ------------ | ------- | -------- |
| Niels Fredborg | Férfi egyéni | 1:06,44 |          |

Üldözőversenyek
| Versenyző                                                 | Versenyszám  | Selejtező | Selejtező | Negyeddöntő  | Negyeddöntő | Negyeddöntő | Elődöntő     | Elődöntő  | Elődöntő | Döntő        | Döntő     | Helyezés |
| Versenyző                                                 | Versenyszám  | Idő       | Hely.     | Ellenfél Idő | Saját idő   | Hely.       | Ellenfél Idő | Saját idő | Hely.    | Ellenfél Idő | Saját idő | Helyezés |
| --------------------------------------------------------- | ------------ | --------- | --------- | ------------ | ----------- | ----------- | ------------ | --------- | -------- | ------------ | --------- | -------- |
| Reno Olsen                                                | Férfi egyéni | 5:02,00   | 13.       | kiesett      | kiesett     | kiesett     | kiesett      | kiesett   | kiesett  | kiesett      | kiesett   | 13.      |
| Gunnar Asmussen Svend Erik Bjerg Reno Olsen Bent Pedersen | Férfi csapat | 4:34,78   | 13.       | kiesett      | kiesett     | kiesett     | kiesett      | kiesett   | kiesett  | kiesett      | kiesett   | 13.      |

## Kézilabda
| Dán férfi kézilabdacsapat-játékoskeret                                                                                              | Dán férfi kézilabdacsapat-játékoskeret                                                                                            |
| --- | --- |
| - Arne Andersen - Keld Andersen - Jørgen Frandsen - Claus From - Flemming Hansen - Jørgen Heidemann - Søren Jensen - Bent Jørgensen | - Kay Jørgensen - Flemming Lauritzen - Svend Lund - Tom Lund - Thor Munkager - Vagn Nielsen - Karsten Sørensen - Jørgen Vodsgaard |

### Eredmények
Csoportkör
A csoport
| Csapat              | M | Gy | D | V | G+ | G– | Gk | P |
| ------------------- | - | -- | - | - | -- | -- | -- | - |
| Svédország (SWE)    | 3 | 1  | 2 | 0 | 40 | 34 | +6 | 4 |
| Szovjetunió (URS)   | 3 | 1  | 2 | 0 | 40 | 34 | +6 | 4 |
| Lengyelország (POL) | 3 | 1  | 1 | 1 | 35 | 38 | –3 | 3 |
| Dánia (DEN)         | 3 | 0  | 1 | 2 | 30 | 39 | –9 | 1 |

| 1972. augusztus 30. | Dánia (DEN) | 12 – 12 | Szovjetunió (URS) |  |
| 1972. augusztus 30. | Vodsgaard 4 | (7–6)   | Gasszij 6         |  |
| 1972. augusztus 30. |             |         |                   |  |

| 1972. szeptember 1. | Dánia (DEN) | 8 – 11 | Lengyelország (POL) |  |
| 1972. szeptember 1. | Hansen 4    | (4–6)  | Melcer 5            |  |
| 1972. szeptember 1. |             |        |                     |  |

| 1972. szeptember 3. | Dánia (DEN)           | 10 – 16 | Svédország (SWE)             |  |
| 1972. szeptember 3. | Hansen, K. Andersen 4 | (4–8)   | Bj. Andersson, L. Eriksson 4 |  |
| 1972. szeptember 3. |                       |         |                              |  |

A 13–16. helyért
| 1972. szeptember 7. | Dánia (DEN) | 29 – 21 | Tunézia (TUN) |  |
| 1972. szeptember 7. | Hansen 8    | (11–9)  | Sebabti 8     |  |
| 1972. szeptember 7. |             |         |               |  |

A 13. helyért
| 1972. szeptember 9. | Dánia (DEN) | 19 – 18 | Egyesült Államok (USA) |  |
| 1972. szeptember 9. | Hansen 8    | (12–6)  | Abrahamson, Rogers 5   |  |
| 1972. szeptember 9. |             |         |                        |  |

| Csapat      | Helyezés |
| ----------- | -------- |
| Dánia (DEN) | 13.      |

## Labdarúgás
| Dán labdarúgócsapat-játékoskeret | Dán labdarúgócsapat-játékoskeret |
| --- | --- |
| - Flemming Ahlberg - Svend Andresen - Keld Bak - Hans Hansen - Heino Hansen - Jack Hansen - Heinz Hildebrandt - Kristen Nygaard - Flemming Pedersen - Leif Printzlau | - Jørgen Rasmussen - Max Rasmussen - Per Røntved - Allan Simonsen - Mogens Therkildsen - Sten Ziegler - Kurt Berthelsen* - Valdemar Hansen* - Helge Vonsyld* |

* - nem játszott csak nevezve volt

### Eredmények
Csoportkör
C csoport
| Csapat       | M | Gy | D | V | G+ | G– | Gk | P |
| ------------ | - | -- | - | - | -- | -- | -- | - |
| Magyarország | 3 | 2  | 1 | 0 | 9  | 2  | +7 | 5 |
| Dánia        | 3 | 2  | 0 | 1 | 7  | 4  | +3 | 4 |
| Irán         | 3 | 1  | 0 | 2 | 1  | 9  | –8 | 2 |
| Brazília     | 3 | 0  | 1 | 2 | 4  | 6  | –2 | 1 |

| 1972. augusztus 27. 12:00 |

| Dánia (DEN)                  | 3–2               | Brazília                 |
| ---------------------------- | ----------------- | ------------------------ |
| Simonsen 28' 83' Røntved 50' | (1–0) Jegyzőkönyv | Dirceu 68' Zé Carlos 69' |

| Passau Nézőszám: 10 000 Játékvezető: Pavel Kazakov (szovjet) |

| 1972. augusztus 29. 12:00 |

| Dánia (DEN)                                   | 4–0               | Irán |
| --------------------------------------------- | ----------------- | ---- |
| Heino Hansen 16' 58' Simonsen 39' Nygaard 44' | (3–0) Jegyzőkönyv |      |

| Rosenaustadion, Augsburg Nézőszám: 3 500 Játékvezető: Abdelkrim Ziani (marokkói) |

| 1972. augusztus 31. 12:00 |

| Dánia (DEN) | 0–2               | Magyarország     |
| ----------- | ----------------- | ---------------- |
|             | (0–1) Jegyzőkönyv | Dunai E. 17' 84' |

| Rosenaustadion, Augsburg Nézőszám: 8 500 Játékvezető: Poh Hwa Oei (maláj) |

Középdöntő
2. csoport
| Csapat        | M | Gy | D | V | G+ | G– | Gk  | P |
| ------------- | - | -- | - | - | -- | -- | --- | - |
| Lengyelország | 3 | 2  | 1 | 0 | 8  | 2  | +6  | 5 |
| Szovjetunió   | 3 | 2  | 0 | 1 | 8  | 2  | +6  | 4 |
| Dánia         | 3 | 1  | 1 | 1 | 4  | 6  | –2  | 3 |
| Marokkó       | 3 | 0  | 0 | 3 | 1  | 11 | –10 | 0 |

| 1972. szeptember 3. 12:00 |

| Dánia (DEN)      | 1–1               | Lengyelország |
| ---------------- | ----------------- | ------------- |
| Heino Hansen 27' | (1–1) Jegyzőkönyv | Deyna 36'     |

| Regensburg Nézőszám: 4 000 Játékvezető: Abd el-Káder Aújszi (algériai) |

| 1972. szeptember 5. 12:00 |

| Dánia (DEN)               | 3–1               | Marokkó    |
| ------------------------- | ----------------- | ---------- |
| Bak 55' 83' Printzlau 90' | (0–0) Jegyzőkönyv | Merzaq 89' |

| Passau Nézőszám: 3 100 Játékvezető: Werner Winsemann (kanadai) |

| 1972. szeptember 8. 12:00 |

| Szovjetunió (URS)                             | 4–0               | Dánia |
| --------------------------------------------- | ----------------- | ----- |
| Kolotov 20' Szemenov 28' Blohin 55' Szabó 88' | (2–0) Jegyzőkönyv |       |

| Rosenaustadion, Augsburg Nézőszám: 4 000 Játékvezető: Doğan Babacan (török) |

| Csapat      | Helyezés |
| ----------- | -------- |
| Dánia (DEN) | 6.       |

## Lovaglás
Díjlovaglás
| Versenyző                                                | Ló                         | Versenyszám | Selejtező | Selejtező | Döntő   | Döntő    |
| Versenyző                                                | Ló                         | Versenyszám | Pont      | Hely.     | Pont    | Helyezés |
| -------------------------------------------------------- | -------------------------- | ----------- | --------- | --------- | ------- | -------- |
| Charlotte Ingemann                                       | Souliman                   | Egyéni      | 1475      | 20.       | kiesett | kiesett  |
| Aksel Malling Mikkelsen                                  | Talisman                   | Egyéni      | 1597      | 10.       | 1060    | 11.      |
| Ulla Petersen                                            | Chigwell                   | Egyéni      | 1534      | 14.       | kiesett | kiesett  |
| Charlotte Ingemann Aksel Malling Mikkelsen Ulla Petersen | Souliman Talisman Chigwell | Csapat      |           |           | 4,606   | 4.       |

## Ökölvívás
| Versenyző    | Versenyszám | Selejtező                 | 32-es főtábla            | Nyolcaddöntő              | Negyeddöntő                | Elődöntő          | Döntő             | Helyezés |
| Versenyző    | Versenyszám | Ellenfél Eredmény         | Ellenfél Eredmény        | Ellenfél Eredmény         | Ellenfél Eredmény          | Ellenfél Eredmény | Ellenfél Eredmény | Helyezés |
| ------------ | ----------- | ------------------------- | ------------------------ | ------------------------- | -------------------------- | ----------------- | ----------------- | -------- |
| Erik Madsen  | Könnyűsúly  | erőnyerő                  | Charles Nash (IRL) · 0-5 | kiesett                   | kiesett                    | kiesett           | kiesett           | 17.      |
| Ib Bøtcher   | Váltósúly   | Nicolas Ortíz (PUR) · 3-2 | John Rodgers (IRL) · 1-4 | kiesett                   | kiesett                    | kiesett           | kiesett           | 17.      |
| Poul Knudsen | Középsúly   |                           | erőnyerő                 | William Peets (ISV) · 5-0 | Prince Amartey (GHA) · 2-3 | kiesett           | kiesett           | 5.       |

## Öttusa
| Versenyző                                    | Versenyszám | Lovaglás | Lovaglás | Lovaglás | Vívás    | Vívás | Vívás | Lövészet | Lövészet | Lövészet | Úszás  | Úszás | Úszás | Futás   | Futás | Futás | Összesen    | Összesen |
| Versenyző                                    | Versenyszám | Idő      | Pont     | Hely.    | Eredmény | Pont  | Hely. | Pontszám | Pont     | Hely.    | Idő    | Pont  | Hely. | Idő     | Pont  | Hely. | Összes pont | Helyezés |
| -------------------------------------------- | ----------- | -------- | -------- | -------- | -------- | ----- | ----- | -------- | -------- | -------- | ------ | ----- | ----- | ------- | ----- | ----- | ----------- | -------- |
| René Heitmann                                | Egyéni      | 2:48,2   | 910      | 48.      | 23–35    | 658   | 46.   | 177      | 626      | 56.      | 3:53,0 | 1008  | 39.   | 14:19,6 | 988   | 48.   | 4190        | 52.      |
| Klaus Petersen                               | Egyéni      | 2:32,3   | 990      | 31.      | 28–30    | 753   | 31.   | 180      | 692      | 50.      | 3:40,8 | 1108  | 14.   | 14:32,1 | 949   | 52.   | 4492        | 37.      |
| Jørn Steffensen                              | Egyéni      | 2:29,3   | 1005     | 27.      | 30–28    | 791   | 24.   | 191      | 934      | 14.      | 3:50,8 | 1028  | 31.   | 13:32,9 | 1129  | 17.   | 4887        | 14.      |
| René Heitmann Klaus Petersen Jørn Steffensen | Csapat      |          | 2905     | 15.      |          | 2180  | 13.   |          | 2252     | 15.      |        | 3144  | 9.    |         | 3066  | 15.   | 13547       | 14.      |

## Sportlövészet
Nyílt
| Versenyző           | Versenyszám                    | Pont | Helyezés |
| ------------------- | ------------------------------ | ---- | -------- |
| Lennart Christensen | Gyorstüzelő pisztoly           | 573  | 44.      |
| Vagn Andersen       | Sportpuska, fekvő              | 584  | 76.      |
| Vagn Andersen       | Sportpuska, összetett (300 m)  | 1125 | 24.      |
| Per Weichel         | Sportpuska, összetett (300 m)  | 1114 | 26.      |
| Per Weichel         | Szabadpuska, összetett (300 m) | 1130 | 33.      |
| Henning Clausen     | Szabadpuska, összetett (300 m) | 1133 | 30.      |
| Henning Clausen     | Sportpuska, fekvő              | 595  | 15.      |
| Egon Hansen         | Trap                           | 180  | 33.      |
| Ole Justesen        | Skeet                          | 180  | 46.      |
| Niels-Ove Mikkelsen | Skeet                          | 191  | 19.      |

## Súlyemelés
| Versenyző       | Versenyszám | Nyomás   | Nyomás   | Szakítás | Szakítás | Lökés    | Lökés    | Összesen | Helyezés |
| Versenyző       | Versenyszám | Eredmény | Helyezés | Eredmény | Helyezés | Eredmény | Helyezés | Összesen | Helyezés |
| --------------- | ----------- | -------- | -------- | -------- | -------- | -------- | -------- | -------- | -------- |
| Erling Johansen | 75 kg       | 137,5    | 17.      | 127,5    | 12.      | 160,0    | 13.      | 425,0    | 14.      |
| Ib Bergmann     | 82,5 kg     | 145,0    | 12.      | 127,5    | 11.      | 155,0    | 17.      | 427,5    | 14.      |
| Bent Harsmann   | 110 kg      | 157,5    | 23.      | 132,5    | 20.      | 175,0    | 21.      | 465,0    | 21.      |

## Torna
Férfi
| Versenyző       | Versenyszám      | Selejtező | Selejtező | Döntő    | Döntő    |
| Versenyző       | Versenyszám      | Pontszám  | Helyezés  | Pontszám | Helyezés |
| --------------- | ---------------- | --------- | --------- | -------- | -------- |
| Ole Benediktson | Talaj            | 16,10     | 102.      | kiesett  | kiesett  |
| Ole Benediktson | Ugrás            | 16,90     | 107.      | kiesett  | kiesett  |
| Ole Benediktson | Korlát           | 17,80     | 63.       | kiesett  | kiesett  |
| Ole Benediktson | Nyújtó           | 15,75     | 99.       | kiesett  | kiesett  |
| Ole Benediktson | Gyűrű            | 15,15     | 109.      | kiesett  | kiesett  |
| Ole Benediktson | Lólengés         | 16,80     | 74.       | kiesett  | kiesett  |
| Ole Benediktson | Egyéni összetett | 98,50     | 102.      | kiesett  | kiesett  |

## Úszás
Férfi
| Versenyző           | Versenyszám | Előfutam | Előfutam | Előfutam | Elődöntő | Elődöntő | Elődöntő | Döntő   | Döntő    |
| Versenyző           | Versenyszám | Idő      | Hely.    | Össz.    | Idő      | Hely.    | Össz.    | Idő     | Helyezés |
| ------------------- | ----------- | -------- | -------- | -------- | -------- | -------- | -------- | ------- | -------- |
| Lars Børgesen       | 100 m hát   | 1:01,23  | 2.       | 19.      | kiesett  | kiesett  | kiesett  | kiesett | kiesett  |
| Lars Børgesen       | 200 m hát   | 2:14,50  | 5.       | 22.      |          |          |          | kiesett | kiesett  |
| Ejvind Pedersen     | 200 m hát   | 2:12,30  | 4.       | 14.      |          |          |          | kiesett | kiesett  |
| Ejvind Pedersen     | 100 m hát   | 1:00,83  | 2.       | 10.*     | 1:00,53  | 5.       | 10.      | kiesett | kiesett  |
| Karl Christian Koch | 100 m mell  | 1:11,27  | 6.       | 37.      | kiesett  | kiesett  | kiesett  | kiesett | kiesett  |
| Karl Christian Koch | 200 m mell  | 2:38,47  | 7.       | 37.      |          |          |          | kiesett | kiesett  |

Női
| Versenyző                | Versenyszám  | Előfutam | Előfutam | Előfutam | Elődöntő | Elődöntő | Elődöntő | Döntő   | Döntő    |
| Versenyző                | Versenyszám  | Idő      | Hely.    | Össz.    | Idő      | Hely.    | Össz.    | Idő     | Helyezés |
| ------------------------ | ------------ | -------- | -------- | -------- | -------- | -------- | -------- | ------- | -------- |
| Kirsten Strange-Campbell | 100 m gyors  | 1:03,83  | 7.       | 41.      | kiesett  | kiesett  | kiesett  | kiesett | kiesett  |
| Kirsten Strange-Campbell | 200 m vegyes | 2:33,15  | 7.       | 32.      |          |          |          | kiesett | kiesett  |
| Kirsten Strange-Campbell | 400 m vegyes | 5:25,97  | 7.       | 30.      |          |          |          | kiesett | kiesett  |
| Kirsten Knudsen          | 400 m gyors  | 4:53,76  | 7.       | 27.      |          |          |          | kiesett | kiesett  |
| Kirsten Knudsen          | 800 m gyors  | 10:02,56 | 7.       | 29.      |          |          |          | kiesett | kiesett  |
| Winnie Nielsen           | 100 m mell   | 1:23,00  | 7.       | 37.      | kiesett  | kiesett  | kiesett  | kiesett | kiesett  |
| Winnie Nielsen           | 200 m mell   | 2:59,31  | 7.       | 38.      |          |          |          | kiesett | kiesett  |

* - egy másik versenyzővel azonos időt ért el

## Vitorlázás
Nyílt
| Versenyző                                                 | Versenyszám     | Futam | Futam  | Futam | Futam | Futam  | Futam | Futam  | Pontszám | Helyezés |
| Versenyző                                                 | Versenyszám     | 1     | 2      | 3     | 4     | 5      | 6     | 7      | Pontszám | Helyezés |
| --------------------------------------------------------- | --------------- | ----- | ------ | ----- | ----- | ------ | ----- | ------ | -------- | -------- |
| Steen Kjølhede                                            | Finn dingi      | 22,0  | (45,0) | 5,7   | 23,0  | 14,0   | 41,0  | 31,0   | 136,7    | 19.      |
| Klaus Føge Jensen Mogens Larsen                           | Tempest         | 17,0  | 19,0   | 26,0  | 18,0  | 20,0   | 21,0  | (28,0) | 121,0    | 17.      |
| Hans Fogh Ulrik Brock                                     | Repülő hollandi | 8,0   | 18,0   | 15,0  | 11,7  | 11,7   | 10,0  | (22,0) | 74,4     | 7.       |
| Gunner Dahlgaard Frank Høj Jensen Poul Richard Høj Jensen | Sárkányhajó     | 23,0  | (25,0) | 15,0  | 17,0  | 10,0   | 3,0   |        | 68,0     | 7.       |
| Valdemar Bandolowski Paul Elvstrøm Jan Kjærulff           | Soling          | 13,0  | 23,0   | 0,0   | 11,7  | (35,0) | 32,0  |        | 79,7     | 13.      |

## Vívás
Férfi
| Versenyző                                                                            | Versenyszám       | Selejtező | Selejtező | Selejtező | Selejtező | Negyeddöntő       | Negyeddöntő | Elődöntő          | Elődöntő | Döntő             | Döntő   | Helyezés    |
| Versenyző                                                                            | Versenyszám       | 1. kör | 1. kör    | 2. kör | 2. kör    | Negyeddöntő       | Negyeddöntő | Elődöntő          | Elődöntő | Döntő             | Döntő   | Helyezés    |
| Versenyző                                                                            | Versenyszám       | Ellenfél Eredmény | Hely.     | Ellenfél Eredmény | Hely.     | Ellenfél Eredmény | Hely.       | Ellenfél Eredmény | Hely.    | Ellenfél Eredmény | Hely.   | Helyezés    |
| ------------------------------------------------------------------------------------ | ----------------- | --- | --------- | --- | --------- | ----------------- | ----------- | ----------------- | -------- | ----------------- | ------- | ----------- |
| Peter Askjær-Friis                                                                   | Párbajtőr, egyéni | 1. csoport · Hrihorij Krissz (URS) · 2-5 · Reinhold Behr (FRG) · 1-5 · Daniel Giger (SUI) · 5-2 · Matthew Chan (HKG) · 5-2 · John Bouchier-Hayes (IRL) · 4-5     | 4.        | 3. csoport · Henryk Nielaba (POL) · 4-5 · Hrihorij Krissz (URS) · 3-5 · Ole Mørch (NOR) · 5-5 · Roland Losert (AUT) · 2-5 · Nicola Granieri (ITA) · 5-2                | 6.        | kiesett           | kiesett     | kiesett           | kiesett  | kiesett           | kiesett | helyezetlen |
| Ivan Kemnitz                                                                         | Párbajtőr, egyéni | 10. csoport · Kulcsár Győző (HUN) · 4-5 · Gerry Wiedel (CAN) · 3-5 · Stephen Netburn (USA) · 3-5 · Andréasz Vjenópulosz (GRE) · 5-0 · Peter Lötscher (SUI) · 5-5 | 5.        | kiesett | kiesett   | kiesett           | kiesett     | kiesett           | kiesett  | kiesett           | kiesett | helyezetlen |
| Reinhard Münster                                                                     | Párbajtőr, egyéni | 3. csoport · Rolf Edling (SWE) · 4-5 · Claudio Francesconi (ITA) · 5-5 · Risto Hurme (FIN) · 5-5 · Ali Tayla (TUR) · 5-4 · Christian Kauter (SUI) · 4-5          | 3.        | 8. csoport · Peter Lötscher (SUI) · 0-5 · François Jeanne (FRA) · 1-5 · Morten von Krogh (NOR) · 5-4 · Jorge Castillejos (MEX) · 5-1 · Panajótisz Durákosz (GRE) · 3-5 | 4.        | kiesett           | kiesett     | kiesett           | kiesett  | kiesett           | kiesett | helyezetlen |
| Peter Askjær-Friis Torben Bjerre-Poulsen Ivan Kemnitz Reinhard Münster Jørgen Thorup | Párbajtőr, csapat | 3. csoport · Svédország (SWE) · 5-10 · Magyarország (HUN) · 0-16 · NSZK (FRG) · 4-8                                                                              | 4.        | kiesett | kiesett   | kiesett           | kiesett     | kiesett           | kiesett  | kiesett           | kiesett | helyezetlen |

Női
| Versenyző  | Versenyszám | Selejtező | Selejtező | Negyeddöntő | Negyeddöntő | Elődöntő          | Elődöntő | Döntő             | Döntő   | Helyezés    |
| Versenyző  | Versenyszám | Ellenfél Eredmény | Hely.     | Ellenfél Eredmény | Hely.       | Ellenfél Eredmény | Hely.    | Ellenfél Eredmény | Hely.   | Helyezés    |
| ---------- | ----------- | --- | --------- | --- | ----------- | ----------------- | -------- | ----------------- | ------- | ----------- |
| Max Madsen | Tőr, egyéni | 1. csoport · Alekszandra Zabelina (URS) · 1-4 · Marie-Chantal Demaille (FRA) · 4-2 · Harriet King (USA) · 4-1 · Waltraut Peck-Repa (AUT) · 4-1 · Marlene Infante (CUB) · 2-4 | 2.        | 1. csoport · Kerstin Palm (SWE) · 0-4 · Irmela Broniecki (FRG) · 0-4 · Marie-Chantal Demaille (FRA) · 4-0 · Galina Gorohova (URS) · 4-3 · Szolnoki Mária (HUN) · 3-4 | 5.          | kiesett           | kiesett  | kiesett           | kiesett | helyezetlen |